# Lake Torpedo Boat

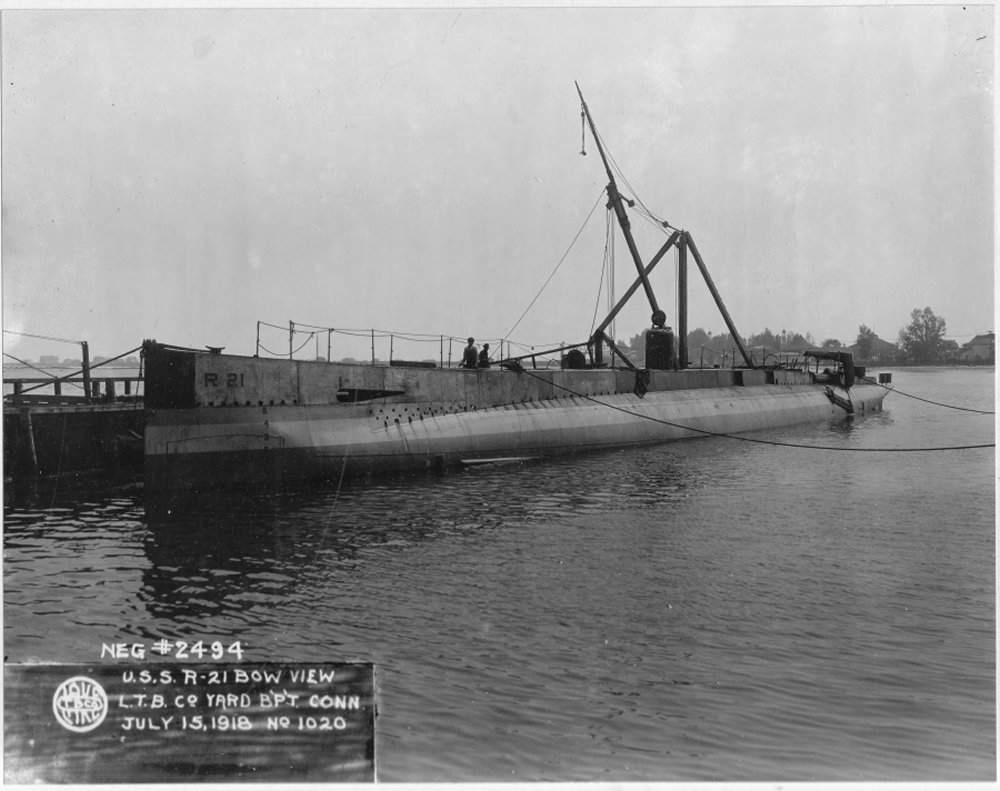
USS R-21 am Pier der Werft, 15. Juli 1918

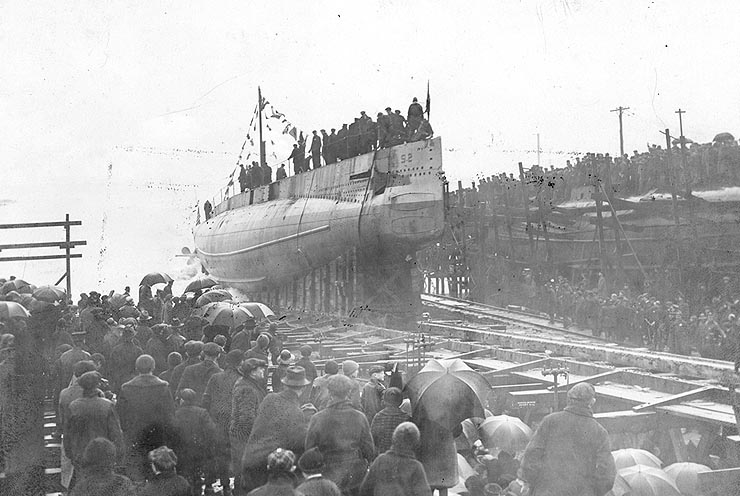
Stapellauf von USS S-2 (1919)

Die Lake Torpedo Boat Company war eine der ersten U-Boot-Werften in den Vereinigten Staaten. Sie wurde 1912 vom Schiffbaupionier Simon Lake wiedergegründet und bestand bis 1924 in Bridgeport, Connecticut.

## Geschichte
Simon Lake hatte von 1894 bis 1900 die Argonaut Junior und Argonaut für Unterwassererkundungen entwickelt. Mit der Protector entstand 1902 ein Unterseeboot, das sowohl Torpedos abfeuern als auch Taucher absetzen konnte. Da die United States Navy kein Interesse zeigte, wurde das Boot zerlegt und in Russland als „Осётр“ (Osjotr) wieder zusammengesetzt. Neben der Osjotr-Klasse mit insgesamt sechs Booten entwarf Lake auch die Kaiman-Klasse (Кайман) für die russische Marine.
In der Folge war Lake für die Germaniawerft in Kiel tätig, wo er auch die ersten U-Boote für die k. u. k. Kriegsmarine entwarf. 1909 ließ Lake in Newport News auf eigenes Risiko das U-Boot Seal für die US Navy bauen. Da deshalb keine Rumpfnummer frei war, wurde es als G-1 mit der Zwischennummer “SS-19½” in Dienst gestellt. Gleichzeitig wurden von der Marine Konkurrenzentwicklungen zu Electric Boat gefordert. In der Folge erhielt Lake seine zwei ersten Aufträge, die er in Bridgeport auf Kiel legte. Wegen einer Schieflage seines Unternehmens wurden G-2 und G-3 beim New York Naval Shipyard ausgerüstet.
Im Ersten Weltkrieg fertigte Lake Torpedo Boat Unterseeboote der L-, N-, O- und R-Klassen. Sechs weitere Lake-Entwürfe wurden bei anderen Werften gebaut. Danach entstand die S-2 (SS-106), als Prototyp für eine „Lake-Klasse“. Gebaut wurden aber in Bridgeport je vier Boote der S-Klasse nach zwei Entwürfen des Portsmouth Naval Shipyards. Danach erhielt Lake Torpedo Boat keine Aufträge der US Navy mehr. Für große Typen waren die Werftanlagen ohnehin zu klein. Das Unternehmen wurde 1924 geschlossen.
Lake and Danenhower Inc.
Ein Nachfolgeunternehmen der Partner Simon Lake und Sloan Danenhower baute das Lake-U-Boot USS O-12 zum Expeditions-Unterseeboot Nautilus für eine Unterquerung des Nordpols um. Obwohl die Wilkins-Ellsworth Trans-Arctic Submarine Expedition 1931 scheiterte, konnte die Machbarkeit eines solchen Unternehmens gezeigt werden. Als letztes Forschungs-U-Boot baute Simon Lake 1936 die Explorer.

## U-Boote-Entwürfe Simon Lakes

### Zivile Typen
- Argonaut Junior, 1894
- Argonaut Nr. 1, 1897
- Argonaut Nr. 2, 1900 (Umbau von Argonaut Nr. 1)
- Explorer, 1936 – Forschungs-U-Boot

### Militärische Verwendung
- Osjotr-Klasse (Осётр) der russischen Marine
  - Protector, Stapellauf 1902 – Осётр (in Dienst 1905–1913)
  - Кефаль und Сиг (Kefal, Sig; in Dienst 1905–1913)
  - Бычок, Палтус, Плотва (Bytschok, Paltus, Plotwa; in Dienst 1906–1913)
- Kaiman-Klasse (Кайман) der russischen Marine
  - Кайман, Аллигатор, Крокодил, Дракон (Kaiman, Alligator, Krokodil, Drakon; 1911 in Dienst gestellt, Selbstversenkung am 25. Februar 1918)

## U-Boote der Lake Torpedo Boat

### U-Boote, gebaut in Bridgeport
| Nummer            | Klasse      | Stapellauf         | Indienststellung  | Außerdienststellung | Bemerkung |
| ----------------- | ----------- | ------------------ | ----------------- | ------------------- | --- |
| USS G-2 (SS-27)   | G-2         | 10. Januar 1912    | 1. Dezember 1913  | 2. April 1919       | ex Tuna; gesunken als Zielschiff |
| USS G-3 (SS-31)   | G-3         | 27. Dezember 1913  | 22. März 1915     | 5. Mai 1921         | ex Turbot; 1922 abgewrackt |
| USS L-5 SS-44     | L-5-Klasse  | 1. Mai 1916        | 17. Februar 1918  | 5. Dezember 1922    | 1925 abgewrackt |
| USS N-4 SS-56     | N-4-Klasse  | 27. November 1916  | 15. Juni 1918     | 22. April 1922      | 1922 abgewrackt |
| USS N-5 SS-57     | N-4-Klasse  | 22. März 1917      | 13. Juni 1918     | 19. April 1922      | 1922 abgewrackt |
| USS N-6 SS-58     | N-4-Klasse  | 21. April 1917     | 9. Juli 1918      | 16. Februar 1922    | 1922 abgewrackt |
| USS N-7 SS-59     | N-4-Klasse  | 19. Mai 1917       | 15. Juni 1918     | 7. Februar 1922     | 1922 abgewrackt |
| USS O-11 SS-72    | O-11-Klasse | 29. Oktober 1917   | 19. Oktober 1918  | 21. Juni 1924       | 1930 abgewrackt |
| USS O-12 SS-73    | O-11-Klasse | 29. September 1917 | 18. Oktober 1918  | 17. Juni 1924       | Ziviles Arktis-Expeditionsschiff; 1931 versenkt                                                                                      |
| USS O-13 SS-74    | O-11-Klasse | 27. Dezember 1917  | 27. November 1918 | 11. Juni 1924       | 1930 abgewrackt |
| USS R-21 SS-98    | R-21-Klasse | 10. Juli 1918      | 17. Juni 1919     | 21. Juni 1924       | 1930 abgewrackt |
| USS R-22 SS-99    | R-21-Klasse | 23. September 1918 | 1. August 1919    | 29. April 1925      | 1930 abgewrackt |
| USS R-23 SS-100   | R-21-Klasse | 5. November 1918   | 23. Oktober 1919  | 25. April 1925      | 1930 abgewrackt |
| USS R-24 SS-101   | R-21-Klasse | 21. August 1918    | 27. Juni 1919     | 11. Juni 1925       | 1930 abgewrackt |
| USS R-25 SS-102   | R-21-Klasse | 15. Mai 1919       | 23. Oktober 1919  | 21. Juni 1924       | 1930 abgewrackt |
| USS R-26 SS-103   | R-21-Klasse | 18. Juni 1919      | 23. Oktober 1919  | 12. Juni 1925       | 1930 abgewrackt |
| USS R-27 SS-104   | R-21-Klasse | 23. September 1918 | 3. September 1919 | 24. April 1925      | 1930 abgewrackt |
| USS S-2 (SS-106)  | (S-2)       | 15. Februar 1919   | 25. Mai 1920      | 25. November 1929   | Prototyp für eine Lake-Klasse, 1931 zur Verschrottung verkauft                                                                       |
| USS S-14 (SS-119) | S-3-Klasse  | 22. Oktober 1919   | 11. Februar 1921  | 18. Mai 1945        | Kriegseinsatz, 1945 zur Verschrottung verkauft                                                                                       |
| USS S-15 (SS-120) | S-3-Klasse  | 8. März 1920       | 15. Januar 1921   | 11. Juni 1946       | Kriegseinsatz, 1946 zur Verschrottung verkauft.                                                                                      |
| USS S-16 (SS-121) | S-3-Klasse  | 19. März 1918      | 17. Dezember 1920 | 4. Oktober 1944     | Kriegseinsatz, 1945 als Übungsziel versenkt                                                                                          |
| USS S-17 (SS-122) | S-3-Klasse  | 22. Mai 1920       | 1. März 1921      | 4. Oktober 1944     | Kriegseinsatz, 1945 als Übungsziel versenkt.                                                                                         |
| USS S-48 (SS-159) | S-48-Klasse | 26. Februar 1921   | 14. Oktober 1922  | 29. August 1945     | Im Krieg als Ausbildungsboot, 1946 zur Verschrottung verkauft                                                                        |
| USS S-49 (SS-160) | S-48-Klasse | 23. April 1921     | 6. Juni 1922      | 2. August 1927      | Seit 1931 Touristenattraktion, bei Reaktivierung 1942 gesunken                                                                       |
| USS S-50 (SS-161) | S-48-Klasse | 18. Juni 1921      | 20. Mai 1922      | 20. August 1927     | Bis 1931 Reserve, dann abgewrackt |
| USS S-51 (SS-162) | S-48-Klasse | 20. August 1921    | 24. Juni 1922     | 25. September 1925  | Am 25. September 1925 nach Kollision mit dem Handelsschiff City of Rome vor Rhode Island gesunken. Es gab 3 Überlebende und 33 Tote. |

### Weitere Entwürfe der Lake Torpedo Boat
Folgende Boote wurden nach Lake-Entwurf auf anderen Werften gebaut:
- USS G-1 (SS-19½) (ex Seal; 1920: SS-20), gebaut bei Newport News Shipbuilding
- USS L-6 (SS-45), gebaut bei Craig Shipbuilding in Long Beach (Kalifornien)
- USS L-7 (SS-46), gebaut bei Craig Shipbuilding
- USS L-8 (SS-48), gebaut bei Portsmouth Naval Shipyard
- USS O-14 (SS-75), gebaut bei California Shipbuilding, ehemals Craig Shipbuilding
- USS O-15 (SS-76), gebaut bei California Shipbuilding
- USS O-16 (SS-77), gebaut bei California Shipbuilding